# Dean Windass
Dean Windass (Kingston-upon-Hull, 1 april 1969) is een Engels voormalig voetballer die als aanvaller of als offensieve middenvelder speelde. Windass is vooral bekend geworden in de jaren 90, als aanvaller van Hull City en Bradford City. 
Hij is de vader van Josh Windass, die sinds 2018 voor Wigan Athletic uitkomt.

## Biografie
Windass speelde meer dan 200 competitiewedstrijden voor Hull City, de club uit zijn geboortestad. Hij scoorde 57 doelpunten voor Hull City in onder meer de Second Division. Hull was destijds niet actief op het hoogste niveau. In zijn eerste seizoen kwam de club uit in de Third Division, maar de club steeg in 1992 naar de tweede klasse. In december 1995 verhuisde hij naar het Schotse Aberdeen voor een bedrag van £ 700.000. In Schotland maakte hij 21 doelpunten uit 73 competitiewedstrijden in de Scottish Premier Division. In juli 1998 keerde hij terug naar Engeland en verruilde hij Aberdeen voor Oxford United, waar hij 15 treffers liet optekenen in de tweede klasse.
Windass speelde nadien 104 wedstrijden in de Premier League, waarvan 72 en dus de meeste duels in het shirt van Bradford City van 1999 tot 2001. Hij was in diezelfde Premier League tevens auteur van een hattrick op 21 april 2000, in wat uiteindelijk een 4-4 gelijkspel zou worden van Bradford City tegen Derby County.
Windass degradeerde met Bradford City uit de Premier League in 2001, hoewel de spits het jaar voordien enorm belangrijk was met 10 doelpunten. In het seizoen van de degradatie scoorde hij slechts drie keer. Een fatale nederlaag op 30 april 2001 tegen Everton verwees Bradford naar het huidige Championship, destijds de First Division. Na een minder succesvolle periode bij eersteklasser Middlesbrough — Windass was nooit eerste keuze bij Middlesbrough en werd achtereenvolgens uitgeleend aan Sheffield Wednesday en Sheffield United (vanaf 2003 speelde Windass op permanente basis bij Sheffield United) — keerde hij terug naar zijn oude clubs Hull en Bradford. 
Met die eerste club, Hull City, was hij gedurende het seizoen 2008/2009 een laatste keer actief in de Premier League. 
Windass mocht vier keer invallen en één keer starten van manager Phil Brown. Windass scoorde dat seizoen ook nog een laatste keer op het hoogste niveau. Dit deed hij tegen Portsmouth op 22 november 2008. Hiermee was Windass de oudste doelpuntenmaker van Hull op het hoogste niveau. Na Nieuwjaar verhuurde Hull hem voor een periode van zes maanden aan Oldham Athletic, waar hij amper één keer de weg naar doel vond.
In de lagere reeksen van de Engelse EFL speelde hij nog meer dan 200 competitiewedstrijden. Zo scoorde Windass — vóór zijn terugkeer naar zijn voetbalwortels in Hull — nog 60 keer uit 142 competitieduels voor Bradford City in de League One, de Engelse derde klasse, van 2003 tot 2007. Hij was interim-manager van Bradford in 2003.
Windass hing zijn schoenen aan de haak in oktober 2009, als speler van Darlington.